# Irving Kristol
Irving Kristol (ur. 22 stycznia 1920 w Nowym Jorku, zm. 18 września 2009) – amerykański myśliciel i pisarz polityczny, twórca pojęcia neokonserwatyzmu, mąż konserwatywnej publicystki Gertrude Himmelfarb, wykładowca na New York University, wydawca kilku czasopism konserwatywnych z The National Interest na czele; w swojej twórczości podnosi znaczenie kapitalizmu, własności prywatnej, rodziny i wartości religijnych w życiu człowieka; inaczej niż klasyczni konserwatyści dopuszcza działanie aktywne państwa, jednakże z innych motywów niż przedstawiciele lewicy.